# 第五次成都戰鬥
成都戰鬥發生於1923年2月21日－4月4日，地點則是在中國川西。是北洋政府時期內戰之一，也是川軍內鬨戰鬥。戰鬥末了，鄧錫侯攻佔成都。